# Tour du Périgord
Le Tour du Périgord - À travers les Bastides est une course cycliste française disputée au mois de mai autour du village de Sarlat-la-Canéda, en Dordogne. Créée en 1986, cette épreuve est organisée par le Vélo Club Monpazierois. Elle fait partie du calendrier national de la Fédération française de cyclisme. 
La première édition est remportée par Luc Leblanc. Le Tour du Périgord s'est autrefois disputé dans les communes de Domme (1986-1989), Vézac (2001), Biron (2002-2004, 2009-2014) et Villefranche-du-Périgord (2005-2008, 2015-2020),. Depuis 2021, il se déroule sur un circuit de 13,5 kilomètres à parcourir onze fois autour du centre-ville de Sarlat-la-Canéda, avec comme principale difficulté la côte de la Croix d'Allon. 

## Palmarès
| Année     | Vainqueur            | Deuxième            | Troisième            |
| --------- | -------------------- | ------------------- | -------------------- |
| 1986      | Luc Leblanc          | Marc Le Bot         | Didier Virvaleix     |
| 1987      | Philippe Lepeurien   | Philippe Delaurier  | Laurent Desbois      |
| 1988      | Jacques Dutailly     | Philippe Lepeurien  | Laurent Jalabert     |
| 1989      | Laurent Mazeaud      | Philippe Lepeurien  | Michel Commergnat    |
| 1990-2000 | Non disputé          |                     |                      |
| 2001      | Patrice Peyencet     | Christophe Dupèbe   | Jérôme Paul          |
| 2002      | Benoît Luminet       | Sébastien Bordes    | Stéphan Ravaleu      |
| 2003      | Stéphane Auroux      | Jérôme Bouchet      | Yann Pivois          |
| 2004      | Fabien Rey           | Lionel Genthon      | Kenny Lembo          |
| 2005      | Carl Naibo           | Benoît Luminet      | Jérôme Bonnace       |
| 2006      | Mickaël Szkolnik     | Jean-Luc Delpech    | Alexandre Kovdiy     |
| 2007      | Blel Kadri           | Jean-Luc Delpech    | Grzegorz Kwiatkowski |
| 2008      | Adam Illingworth     | Cyril Druetta       | David Smith          |
| 2009      | Benoît Daeninck      | Tony Hurel          | Julien Bérard        |
| 2010      | Ramūnas Navardauskas | Jean-Luc Delpech    | Colin Menc Molina    |
| 2011      | Théo Vimpère         | Frédéric Talpin     | Kévin Pigaglio       |
| 2012      | Théo Vimpère         | Steven Garcin       | Anthony Maldonado    |
| 2013      | Blaise Sonnery       | Yoann Michaud       | Mathieu Perget       |
| 2014      | Romain Campistrous   | Julien Loubet       | Sébastien Failla     |
| 2015      | Loïc Herbreteau      | Boris Orlhac        | Loïc Ruffaut         |
| 2016      | Bastien Duculty      | Žydrūnas Savickas   | David Gaudu          |
| 2017      | Erwan Brenterch      | Dylan Guinet        | Nicolas Moncomble    |
| 2018      | Grégoire Salmon      | Alexandre Caudoux   | Corentin Ville       |
| 2019      | Alexandre Desroches  | Clément Braz Afonso | Pierre Lebreton      |
| 2020      | Clément Jolibert     | Kévin Besson        | Clément Delcros      |
| 2021      | Jean Goubert         | Titouan Margueritat | Damian Wild          |
| 2022      | Léandre Huck         | Martin Trioux       | Calum O'Connor       |
| 2023      | Mickaël Guichard     | Swann Gloux         | Killian Verschuren   |
| 2024      | Titouan Margueritat  | Thomas Garel        | Louis Ferreira       |